# Jotunheim

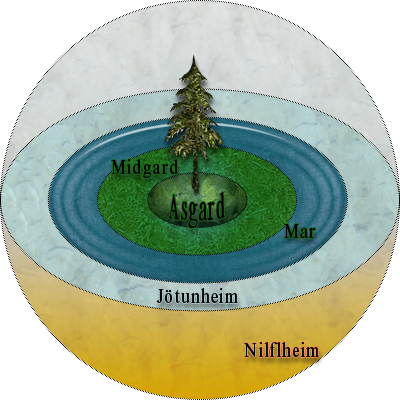
O universo segundo a mitologia nórdica

Na mitologia nórdica, Jotunheim ou Jötunheimr é o mundo dos gigantes (jättar)

, constituídos por rocha e neve, e chamados coletivamente de Jotuns. 
Estes gigantes têm um tamanho enorme, são frequentemente desajeitados e dispõem de forças sobre-humanas. Estão em constante luta com os deuses supremos (asses).

Segundo a religião antiga nórdica, os gigantes residem em Jotunheim (literalmente "o Mundo dos Gigantes") numa fortaleza em Utgard. 
A partir desse mundo, os gigantes ameaçavam os seres humanos em Midgard e os deuses em Asgard (cujos mundos são separados pelo rio Iving). 
Gastropnir, lar de Menglod; e Thrymheim, repouso de Tiazi, eram ambos lugares situados em Jotunheim, que era governado pelo rei Thrym.
Jotunheimen é também o nome de uma cadeia de montanhas na Noruega. O pico mais elevado das montanhas, Galdhøpiggen (2469 metros), é também o lugar mais alto da Escandinávia e um dos locais em que se registra algumas das mais baixas temperaturas na superfície terrestre.